# Paz cartaginesa
Uma paz cartaginesa é a imposição de uma paz muito brutal com a intenção de incapacitar permanentemente o lado perdedor. O termo deriva dos termos de paz impostos ao Império Cartaginês pela República Romana após as Guerras Púnicas. Após a Segunda Guerra Púnica, Cartago perdeu todas as suas colónias, foi forçada a desmilitarizar-se, pagou um tributo constante a Roma e foi impedida de travar guerras sem a permissão de Roma. No final da Terceira Guerra Púnica, os romanos sistematicamente queimaram Cartago até o chão e escravizaram a sua população.

## Origem
O termo foi popularizado pelo economista do século XX John Maynard Keynes.
O termo refere-se ao resultado de uma série de guerras entre Roma e a cidade fenícia de Cartago, conhecidas como Guerras Púnicas. Os dois impérios travaram três guerras distintas entre si, começando em 264 a.C. e terminando em 146 a.C.
No final da Terceira Guerra Púnica, os romanos sitiaram Cartago. Quando tomaram a cidade, mataram a maioria dos habitantes, venderam os restantes como escravos e destruíram a cidade inteira. Não há evidências antigas de relatos modernos de que os romanos semearam o solo com sal.
Por extensão, uma paz cartaginesa pode-se referir a qualquer tratado de paz brutal que exija a subjugação total do lado derrotado.

## Uso moderno
O uso moderno do termo é frequentemente estendido a qualquer acordo de paz em que os termos de paz são excessivamente severos e projetados para acentuar e perpetuar a inferioridade do perdedor. Assim, após a Primeira Guerra Mundial, muitos (entre eles o economista John Maynard Keynes) descreveram a chamada paz trazida pelo Tratado de Versalhes como uma "paz cartaginesa".
O Plano Morgenthau apresentado após a Segunda Guerra Mundial também foi descrito como uma paz cartaginesa, pois defendia a desindustrialização da Alemanha. O objetivo era conter severamente a influência do poder alemão na região e impedir a sua remilitarização, como ocorreu após a Primeira Guerra Mundial (rearmamento alemão e remilitarização da Renânia). O Plano Morgenthau foi abandonado em favor do Plano Marshall (1948-1952), que implicava a reconstrução da infraestrutura da Europa Ocidental, particularmente na Alemanha Ocidental.
O general Lucius D. Clay, um adjunto do general Dwight D. Eisenhower e, em 1945, governador militar da zona de ocupação dos EUA na Alemanha, mais tarde observaria que "não havia dúvida de que o JCS 1067 contemplava a paz cartaginesa que dominou as nossas operações na Alemanha durante os primeiros meses de ocupação. Isto enquanto os EUA seguiam o Plano Morgenthau." Clay mais tarde substituiria Eisenhower como governador e comandante-chefe na Europa. O Plano Marshall foi favorecido porque a revitalização da economia da Alemanha Ocidental era considerada necessária para a recuperação da economia da Europa. A Alemanha Ocidental era considerada um baluarte fundamental contra o Bloco de Leste.